# Pala d'oro (Grado)
La Pala d'oro è un particolare arredo sacro che assume la funzione di pala d'altare che si trova una nella Basilica di Sant'Eufemia a Grado.

## Storia
La pala conservata nella basilica di Sant'Eufemia a Grado è realizzata in argento dorato; fu donata nel 1372 dal patrizio veneziano Donato Mazzalorsa, come si legge nella stessa opera, che reca nella parte inferiore lo stemma della famiglia Mazzalorsa, oltre a quelli della casa Contarini, di Venezia e di Grado.
Si articola in tre registri: al centro si vedono le figure del Cristo pantocratore e di San Marco; negli altri registri si vedono la scena dell'Annunciazione, i simboli degli evangelisti e figure di santi, riprodotte nelle cornici che circondano le scene principali.
Le dimensioni e lo stile gotico con cui è stata realizzata rimandano direttamente alla Pala d'oro di San Marco a Venezia.

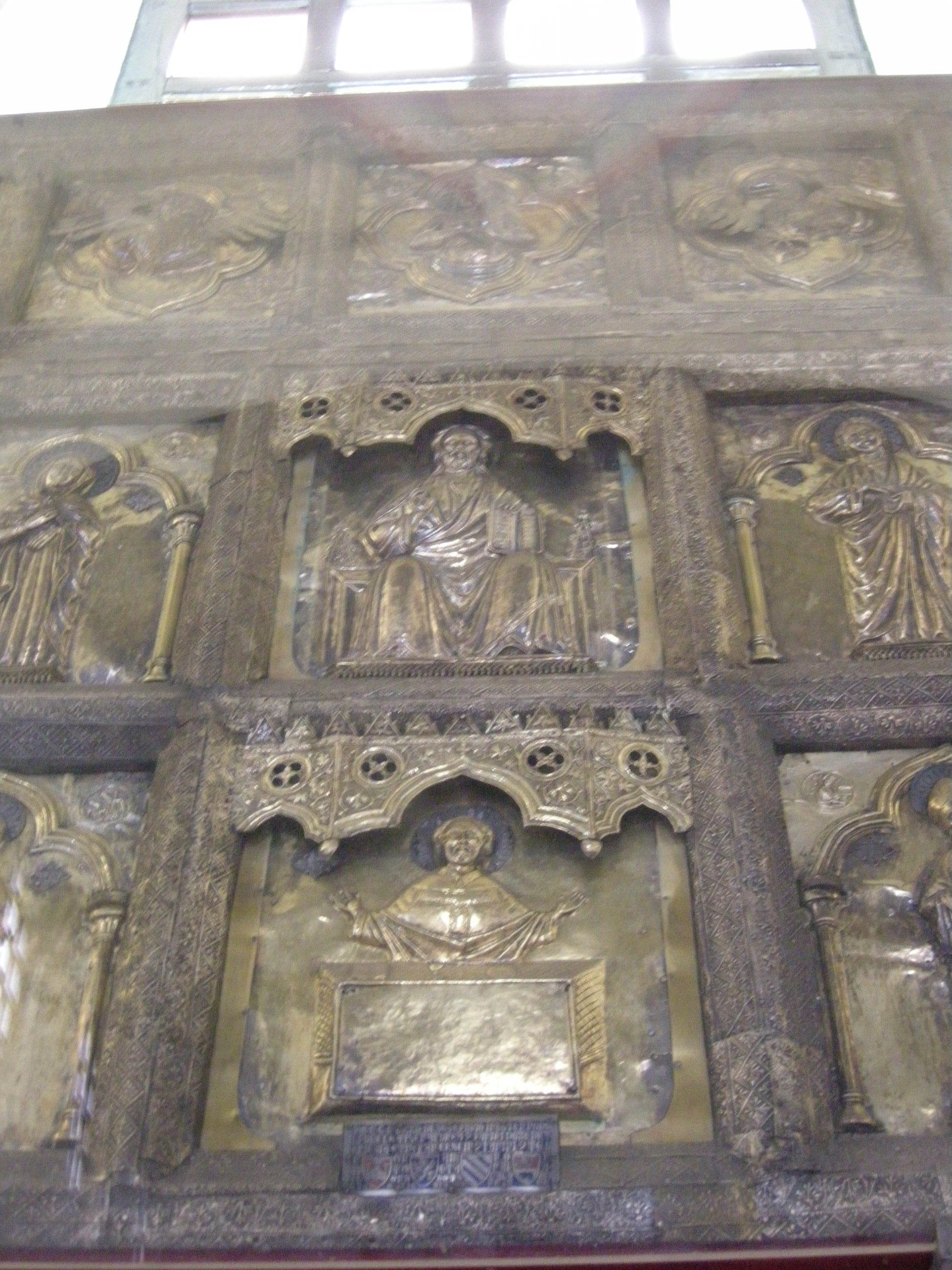
Dettaglio
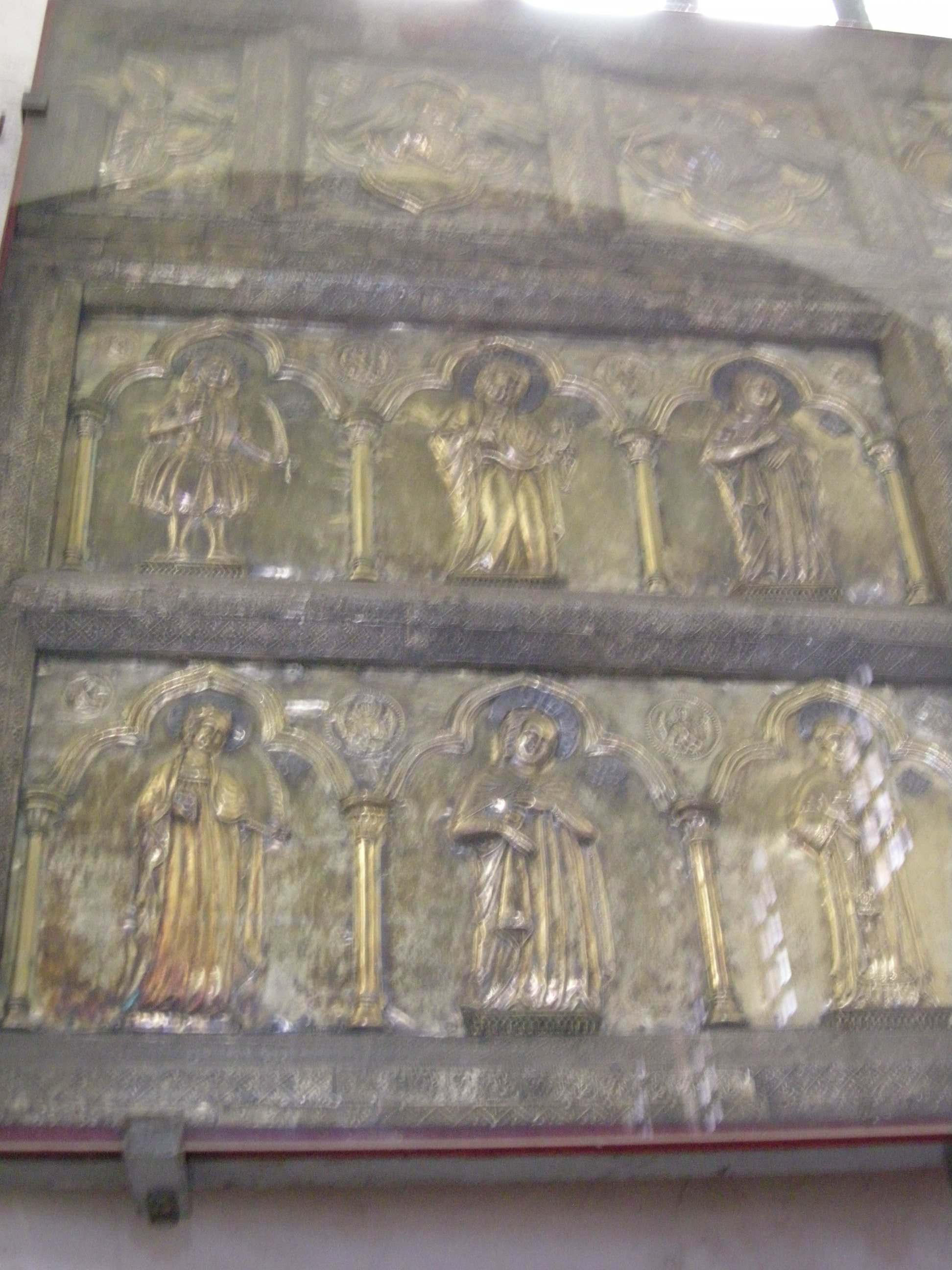
Dettaglio